# White Spur
Der White Spur ist ein Felssporn im ostantarktischen Viktorialand. Als sich nach Osten erstreckender Ausläufer im Zentrum der Daniels Range der Usarp Mountains bildet er einen Teil der Südwand des Allegro Valley.
Der United States Geological Survey kartierte ihn anhand eigener Vermessungen und mithilfe von Luftaufnahmen der United States Navy zwischen 1960 und 1963. Das Advisory Committee on Antarctic Names benannte ihn 1970 nach Russell F. White, Meteorologe des United States Antarctic Research Program auf der Amundsen-Scott-Südpolstation von 1967 bis 1968.